# Riedloch von Trebur mit angrenzender Fläche
Riedloch von Trebur mit angrenzender Fläche este o arie protejată (arie specială de conservare — SAC, sit de importanță comunitară — SCI) din Germania întinsă pe o suprafață de 7,36 ha, integral pe uscat.

## Localizare
Centrul sitului Riedloch von Trebur mit angrenzender Fläche este situat la coordonatele 49°55′01″N 8°22′28″E / 49.9169°N 8.3744°E.

## Înființare
Situl Riedloch von Trebur mit angrenzender Fläche a fost declarat sit de importanță comunitară în iunie 2000 pentru a proteja un număr necunoscut de specii din flora spontană și fauna sălbatică aflate în arealul zonei. Situl a fost protejat și ca arie specială de conservare în martie 2008.

## Biodiversitate
Situată în ecoregiunea continentală, aria protejată conține 4 habitate naturale: Pășuni continentale udate de apa mării, Pajiști cu Molinia pe soluri calcaroase, turboase sau argilos-nămoloase (Molinion caeruleae), Pajiști aluvionare inundabile, de Cnidion dubii, Fânețe de joasă altitudine (Alopecurus pratensis, Sanguisorba officinalis).
La baza desemnării sitului se află un număr nedeclarat de specii protejate.
Pe lângă speciile protejate, pe teritoriul sitului au mai fost identificate 29 de specii de plante, 1 specie de nevertebrate.